# Natallia Safronava
Ne doit pas être confondue avec Natalia Safronova
Natallia Safronava (en biélorusse : Наталля Сафронава), ou russifié en Natalia Safronova, née Klimovets le 11 avril 1974, est une athlète biélorusse, pratiquant le triple saut.

## Palmarès
| Date | Compétition                    | Lieu            | Résultat | Épreuve     | Marque      |
| ---- | ------------------------------ | --------------- | -------- | ----------- | ----------- |
| 1993 | Championnats d'Europe juniors  | Saint-Sébastien | 2e       | Triple saut | 13,65 m     |
| 1998 | Championnats d'Europe          | Budapest        | 7e       | Triple saut | 14,01 m     |
| 2001 | Coupe d'Europe des nations     | Brême           | 2e       | Triple saut | 14,10 m (w) |
| 2001 | Championnats du monde          | Edmonton        | 12e      | Triple saut | 13,82 m     |
| 2001 | Universiade                    | Pékin           | 2e       | Triple saut | 14,57 m     |
| 2004 | Jeux olympiques                | Athènes         | 13e      | Triple saut | 14,22 m     |
| 2005 | Championnats d'Europe en salle | Madrid          | 6e       | Triple saut | 14,31 m     |
| 2006 | Championnats d'Europe          | Göteborg        | 8e       | Triple saut | 14,13 m     |
| 2007 | Championnats d'Europe en salle | Birmingham      | 8e       | Triple saut | 13,82 m     |

### National
- 7 titres au triple saut (1998, 2000-2003, 2006, 2007) et 5 en salle (1998, 1999, 2005-2007)
- 1 titre au saut en longueur (2000)

### Records
| Épreuve                | Performance | Lieu   | Date             |
| ---------------------- | ----------- | ------ | ---------------- |
| Triple saut            | 14,65 m     | Staiki | 3 juin 2000      |
| Triple saut (en salle) | 14,41 m     | Samara | 1er février 2001 |
| Saut en longueur       | 6,66 m      | Brest  | 8 juillet 2006   |